# Ramnogalatturonano
Il ramnogalatturonano è un componente delle pectine o sostanze peptiche. Altre componenti delle sostanze peptiche sono gli Omogalatturani (HG). 
I Ramnogalatturani sono polimeri costituiti da unità ripetute di Ramnosio-α-1-4-Galattosio, un disaccaride. In base alle molecole che si legano alla catena, i Ramnogalatturani vengono divisi in ramnogalatturonani I e ramnogalatturonani II: i primi presentano, legate alla catena, molecole di Galattosio e Arabinosio, mentre i ramnogalatturani II presentano legati alla catena molecole di Fucosio e Apiosio.